# 黃於唱
黃於唱（英語：Wong Yu-cheung），香港社會福利界人士，前荃灣區議會議員，香港中文大學社會工作學系前副教授，現任明愛專上學院湯羅鳳賢社會科學院教授。

## 生平
黃於唱在1971年畢業於羅富國校友會學校下午校，繼而升讀鄧鏡波學校（1971年至1976年，中一至中五）及九龍工業學校（1976年至1978年，中六至中七預科），其後在香港大學取得社會科學學士學位，後於同校先後取得社會科學碩士及哲學博士學位，博士論文題為 Constructivist online learning environment for social work education: An evaluation of students' learning process and outcome。大學畢業後，在香港天主教大專聯會工作，後在荃灣合一社會服務中心（Tsuen Wan Ecumenical Social Service Centre (TWESSC)）工作。
1988年香港區議會選舉，於荃灣東(北)選區與楊福廣（自由黨、大律師）一同自動當選，於1991年任期屆滿後，放棄爭取連任。
近年與周永新教授等設計香港的全民退保計劃，積極參與香港各團體舉辦的社會政策研討會及論壇。